# Better (сингл Twice)
«Better» — седьмой японский сингл южнокорейской гёрл-группы Twice. Был выпущен 18 ноября 2020 года лейблом Warner Music Japan.

## Предпосылки и релиз
8 июля 2020 года Twice выпустили шестой японский сингл «Fanfare», который имел значительный успех в стране и стал одним из самых продаваемых для группы в Японии. 16 сентября был выпущен третий японский сборник хитов, который также был успешным. 23 сентября было объявлено о том, что будет выпущен седьмой японский сингл, и были представлены первые тизеры. Композиторами стали Ынсоль и Лорен Каори, а текст был написан последней вместе с Мио Йоракуджи. Зара Ларссон, Брейтон Боуман, Чио Хираока и София Рэ работали над бэк-вокалом. Мастерингом занимался Квон Наму, сведением — Ли Тэсоб.
«Better» был выпущен для цифровой загрузки и стриминга 11 ноября лейблом Warner Music Japan; сингл включал в себя би-сайд трек «Scorpion» и инструментальные версии обеих композиций. Видеоклип был выпущен в тот же день, а неделю спустя, 18 ноября, состоялся релиз сингла на CD.

## Промоушен
13 ноября Twice выступили с «Better» на Music Station. 18 ноября композиция также была исполнена на специальной трансляции. В тот же день была выпущена танцевальная практика.

## Список композиций
| №  | Название                  | Длительность |
| -- | ------------------------- | ------------ |
| 1. | «Better»                  | 3:44         |
| 2. | «Scorpion»                | 3:29         |
| 3. | «Better (Instrumental)»   | 3:44         |
| 4. | «Scorpion (Instrumental)» | 3:29         |

| №  | Название                                | Длительность |
| -- | --------------------------------------- | ------------ |
| 1. | «Better (Music Video Making Movie)»     |              |
| 2. | «Better (Jacket Shooting Making Movie)» |              |

## Чарты
| Чарт (2020)            | Высшая позиция |
| ---------------------- | -------------- |
| Япония (Japan Hot 100) | 3              |
| Япония (Oricon)        | 2              |